# Dawrī ad-Darağa al-’Ūlà al-Lībī
Dawrī ad-Darağa al-’Ūlà al-Lībī (arab.: دوري الدرجة الأولى الليبي) jest najwyższą piłkarską klasą rozgrywkową w Libii. Liga powstała w 1963 roku.

## Drużyny w sezonie 2011/2012
- Al-Ittihad Trypolis
- Al-Ahly Trypolis
- Al-Ahly Benghazi
- Al-Akhdar Al-Bajda
- Al-Tirsana Trypolis
- Al-Madina Trypolis
- Darnes Darna
- Khaleej Syrta
- Al-Nasr Benghazi
- Al-Hilal Benghazi
- Al-Olympique Az-Zawija
- Al-Wahda Trypolis
- Al-Tahaddi Benghazi
- Al-Shat Trypolis
- Al-Najma Benghazi
- Al-Swihli Misrata

## Mistrzowie
| - 1963/1964: Al-Ahly Trypolis - 1964/1965: Al-Ittihad Trypolis - 1965/1966: Al-Ittihad Trypolis - 1966/1968: Al-Tahaddi Benghazi - 1968/1969: Al-Ittihad Trypolis - 1969/1970: Al-Ahly Benghazi - 1970/1971: Al-Ahly Trypolis - 1971/1972: Al-Ahly Benghazi - 1972/1973: Al-Ahly Trypolis - 1973/1974: Al-Ahly Trypolis - 1974/1975: Al-Ahly Benghazi - 1975/1976: Al-Madina Trypolis - 1976/1977: Al-Tahaddi Benghazi - 1977/1978: Al-Ahly Trypolis - 1978/1979 - nie dokończono - 1979/1980 - nie rozegrano |  | - 1980/1981 - nie rozegrano - 1981/1982 - nie rozegrano - 1982/1983: Al-Madina Trypolis - 1983/1984: Al-Ahly Trypolis - 1984/1985: Al-Dhahra Trypolis - 1985/1986: Al-Ittihad Trypolis - 1987: Al-Nasr Benghazi - 1987/1988: Al-Ittihad Trypolis - 1988/1989: Al-Ittihad Trypolis - 1989/1990: Al-Ittihad Trypolis - 1990/1991: Al-Ittihad Trypolis - 1991/1992: Al-Ittihad Trypolis - 1992/1993: Al-Ahly Benghazi - 1993/1994: Al-Ahly Trypolis - 1994/1995: Al-Ahly Trypolis - 1995/1996: Al-Shat Trypolis |  | - 1996/1997: Al-Tahaddi Benghazi - 1997/1998: Al-Mahala Trypolis - 1998/1999: Al-Mahala Trypolis - 2000: Al-Ahly Trypolis - 2000/2001: Al-Madina Trypolis - 2001/2002: Al-Ittihad Trypolis - 2002/2003: Al-Ittihad Trypolis - 2003/2004: Al-Olympique Az-Zawija - 2004/2005: Al-Ittihad Trypolis - 2005/2006: Al-Ittihad Trypolis - 2006/2007: Al-Ittihad Trypolis - 2007/2008: Al-Ittihad Trypolis - 2008/2009: Al-Ittihad Trypolis - 2009/2010: Al-Ittihad Trypolis - 2010/2011 - nie rozegrano z powodu wojny domowej |

## Podsumowanie
| Klub                   | Liczba tytułów | Ostatni tytuł |
| ---------------------- | -------------- | ------------- |
| Al-Ittihad Trypolis    | 18             | 2021/2022     |
| Al-Ahly Trypolis       | 10             | 2000          |
| Al-Ahly Benghazi       | 4              | 1992/1993     |
| Al-Madina Trypolis     | 3              | 2000/2001     |
| Al-Tahhadi Benghazi    | 3              | 1996/1997     |
| Al-Mahala Trypolis     | 2              | 1998/1999     |
| Al-Nasr Benghazi       | 1              | 1987          |
| Al-Dhahra Trypolis     | 1              | 1984/1985     |
| Al-Shat Trypolis       | 1              | 1995/1996     |
| Al-Olympique Az-Zawija | 1              | 2003/2004     |